# Manton (Michigan)
Pour les articles homonymes, voir Manton.
La ville de Manton est située dans le comté de Wexford dans l’État du Michigan, aux États-Unis. Lors du recensement de 2000, elle comptait 1 221 habitants. Manton a été le siège du comté avant d’être supplantée par Cadillac.

## Source
- (en) Cet article est partiellement ou en totalité issu de l’article de Wikipédia en anglais intitulé « Manton, Michigan » (voir la liste des auteurs).